# 2009 (album)
2009 – dwunasty długogrający album Stachursky’ego, wydany w czerwcu 2009 roku przez wytwórnię płytową Universal Music Polska. Album zawiera 12 premierowych utworów, w edycji specjalnej płyty pojawia się dodatkowo 7 nowych piosenek. 
Płyta uzyskała status złotej. Z pierwszym singlem „I nie mów nic” wokalista ubiegał się o reprezentowanie Polski w Konkursie Piosenki Eurowizji w 2009 roku, zdobył jednak 9. miejsce.

## Lista utworów
Spis obejmuje piosenki znajdujące się zarówno na pierwotnym albumie, jak i przeboje edycji specjalnej.
CD1:
1. „Zostań i bądź”
2. „I nie mów nic” (electro radio mix)
3. „Jestem panem świata”
4. „Mit”
5. „Nieodwracalnie”
6. „Tylko Ty”
7. „Wypad stąd”
8. „Jak magnezz”
9. „Zabierz mnie stąd”
10. „Dosko”
11. „Bądź gotów”
12. „Nadejdzie taki dzień”

CD2:
1. „I nie mów nic” (original version)
2. „Powiedz jak”
3. „Ostatni”
4. „Zostań i bądź” (magnezz remix)
5. „Jak magnezz” (woytaz-m remix)
6. „Vademecum DJ'a”
7. „Jam jest 444”